# Estadi Municipal de Badalona
Das Estadi Municipal de Badalona (deutsch Städtisches Stadion von Badalona) ist ein Fußballstadion im Barrio Montigalà der spanischen Industriestadt Badalona, Autonome Gemeinschaft Katalonien. Es ist die Heimspielstätte der Fußballvereine CF Badalona (Männer) und des CE Seagull Badalona (Frauen). Außerdem trugen die Barcelona Dragons der European League of Football 2024 hier ihre Heimspiele aus.

## Geschichte
Ende März 2011 genehmigte die Stadt den Bau eines neuen Stadions, um das Camp del Centenari von 1936 zu ersetzen. Es dauerte aber noch bis 2015, ehe mit den Arbeiten begonnen wurde. Das neue städtische Stadion wurde nach 19 Monaten Bauzeit am 25. Januar 2017 von der Stadträtin für Sport, Maria Gallardo, und dem Präsidenten des CF Badalona, Miguel Ángel Sánchez, eingeweiht. Die rund 2,5 Kilometer vom alten Stadion entstandene Anlage bietet 4170 Sitzplätze und kostete 7.183.708,53 Mio. Euro. Die erste Partie fand am Tag der offenen Tür am 29. Januar, im Rahmen des Spielbetriebs der Segunda División B, statt. Der CF Badalona traf auf Espanyol Barcelona B und siegte mit 1:0. Das Stadion ist so konzipiert, dass es sich bei Bedarf einfach erweitern lässt. Auf dem Hauptrang befinden sich 14 Sitzreihen. Die drei weiteren Tribünen sind mit fünf Sitzreihen unter freiem Himmel ausgestattet. Die Kunststoffsitze tragen verschiedene Blautöne. Das 105 × 68 m große Spielfeld besteht aus einem modernen Kunstrasen. Die Haupttribüne wird von einem freitragenden Dach gedeckt. In und auf der Tribüne befinden sich u. a. die Umkleidekabinen (zwei große Räume, drei für Gruppen und zwei für die Schiedsrichter), der Pressebereich, Büros, Besprechungsräume, fünf V.I.P.-Logen, der Catering-Bereich sowie rollstuhlgerechte Plätze.